# Bruix Cove
Bruix Cove (in lingua spagnola: Caleta Bruix) è una piccola insenatura larga 1,93 km, che si addentra per 1,75 km nella costa 
meridionale della Moon Bay, nella parte orientale dell'Isola Livingston, delle Isole Shetland Meridionali, in Antartide. L'entrata è posizionata tra la Yana Point e la Rila Point. La maggior parte della linea costiera dell'insenatura è formata dalla parte terminale del Ghiacciaio Iskar.
La denominazione è stata assegnata dall'Argentina in onore del barone Baron Alexis-Vital-Joseph (in lingua spagnola: Alejo) de Bruix (c. 1790-1825), militare e ambasciatore francese a Rio de la Plata dopo il 1815, che aveva preso parte dapprima alle guerre napoleoniche e in seguito alle Guerre d'indipendenza ispanoamericane.

## Localizzazione
L'insenatura è posizionata alle coordinate 62°37′40″S 59°59′00″W. (Mappatura britannica 1968, cilena 1971, argentina 1980, spagnola 1991, bulgara 2005 e 2009)

## Mappe
- South Shetland Islands. Scale 1:200000 topographic map. DOS 610 Sheet W 62 60. Tolworth, UK, 1968.
- South Shetland Islands. Scale 1:200000 topographic map. DOS 610 Sheet W 62 58. Tolworth, UK, 1968.
- Islas Livingston y Decepción.  Mapa topográfico a escala 1:100000.  Madrid: Servicio Geográfico del Ejército, 1991.
- L.L. Ivanov et al. Antarctica: Livingston Island and Greenwich Island, South Shetland Islands. Scale 1:100000 topographic map. Sofia: Antarctic Place-names Commission of Bulgaria, 2005.
- L.L. Ivanov. Antarctica: Livingston Island and Greenwich, Robert, Snow and Smith Islands. Scale 1:120000 topographic map.  Troyan: Manfred Wörner Foundation, 2009.  ISBN 978-954-92032-6-4
- Antarctic Digital Database (ADD). Scale 1:250000 topographic map of Antarctica. Scientific Committee on Antarctic Research (SCAR), 1993–2016.